# Olha Zubaryeva
Olha Valentinivna Zubaryeva (em ucraniano, Ольга Валентинівна Зубарєва: Tashkent, 27 de janeiro de 1958) é uma ex-handebolista soviética, campeã olímpica.

## Carreira
Ela fez parte da geração soviética campeã das Olimpíada de Moscou 1980, com 5 partidas e 21 gols.